# Еліс Вокер
Еліс Вокер (англ. Alice Malsenior Walker; нар. 9 лютого 1944, Ітонтон, Джорджія) — афроамериканська феміністська письменниця (новели, короткі історії, публіцистика, поезія) та соціальна активістка, викладачка університету.
Авторка роману «Барва пурпурова» (The Color Purple, 1982), нагородженого National Book Award for hardcover fiction, Pulitzer Prize for Fiction, та романів Meridian (1976) і Третє життя Гренджа Копленда (1970). У 1985 році «Барву пурпурову» екранізовано Стівеном Спілбергом з Вупі Голдберг і Денні Гловером. Фільм має рекордну кількість (11) номінацій «Оскара».
Відкрита феміністка, Вокер у 1983 р. винайшла термін вуменізм (англ. womanism) для позначення чорних чи кольорових феміністок.

## Життєпис
Народилася в Ітонтоні (штат Джорджія) восьмою дитиною в сім'ї здольника.
Відмінно вчилася в школі та в 1961 р. отримала стипендію, щоб продовжити навчання в коледжі Спелмана в Атланті, де під впливом викладача лівих поглядів Говарда Зінна стала активісткою боротьби за громадянські права.
Зустрічалася з Мартіном Лютером Кінгом, брала участь у марші на Вашингтон у 1963 р. Цього ж року перевелася в коледж Сари Лоренс в Нью-Йорку, який закінчила в 1965 р., здобувши бакалаврський ступінь з мистецтв.
Має дочку Ребекку Вокер, що після народження власного сина перервала спілкування з матір'ю. Ребека також відома як очільниця фемінізму третьої хвилі.
Десятиліттями практикує трансцендентальну медитацію, відгукуючись про неї наступним чином: «Одного разу я навчилася трансцендентальної медитації. Це було 30 з чимось років тому. Це повернуло мене до самовідчуття, в якому я природно перебувала, будучи дитиною, яка росте в сільській місцевості і рідко бачить людей. Я перебувала в цьому стані єдності зі всесвітом, і це відчувалося так, немов би я існувала не сама по собі, а тільки як частина всього навколишнього».

## Особисте життя
Вокер стверджувала, що в середині 1990-х років вона мала романтичні стосунки зі співачкою та авторкою пісень Трейсі Чепмен: «Це було смачно, мило та чудово, і мені це дуже сподобалося, я була повністю закохана в неї, але це не було нічиєю справою, окрім нас». В інтерв'ю 2001 року Вокер розповіла, що у неї були коханки за останні 10 років.

## Кар'єра
Еліс Вокер дебютувала в 1968-му поетичною збіркою «Одного разу» (Once).
Далі був роман «Третє життя Грейнджа Копленда» (The Third Life of Grange Copeland, 1970) — хроніка трьох поколінь насильно розлученої родини. У 1973 р. вийшла друга збірка поезії «Петунії революції та інші вірші» (Revolutionary Petunias and Other Poems) і перша збірка оповідань «У любові та тривозі: Історії чорношкірих жінок» (In Love and Trouble: Stories of Black Women).
У 1976 р. Вокер публікує другий роман «Меридіана» (Meridian), що розповідає про афроамериканку, повноліття якої припадає на 1960-ті — роки боротьби за цивільні права. Книгу часто цитують як найкращий роман про рух за громадянські права, вона входить в деякі навчальні програми не тільки з історії літератури, а й з історії США.
У подальшому виходять поетична збірка «На добраніч, Віллі Лі, до завтра» (Goodnight, Willie Lee, I'll See You in the Morning, 1979) і друга книга оповідань «Хорошу жінку зломити нелегко» (You Can not Keep a Good Woman Down, 1981).
Третій роман Еліс Вокер «Барва пурпурова» (The Color Purple, 1982) зробив її всесвітньо відомою. Книга була удостоєна Пуліцерівської премії та Американської книжкової премії (1983), екранізована Стівеном Спілбергом (фільм теж здобув широку популярність). На створення роману Вокер надихнув короткий вірш поетеси Евелін Тулі Гант «Вчила мене ліловому».
Після успіху «Барви пурпурової» Вокер випустила дві поетичних книги — «Від коней краєвид прекрасніший» (Horses Make a Landscape Look More Beautiful, 1984) і «Ми знаємо лише її посиніле тіло: Збірка віршів 1965—1990 рр.» (Her Blue Body Everything We Know, 1991), романи «Храм мого близького друга» (The Temple of My Familiar, 1989), «Секрет задоволення» (Possessing the Secret of Joy, 1992) і «У променях батьківської усмішки» (By the Light of My Father's Smile, 1998).
Еліс Вокер також випустила кілька дитячих книг.
Серед публіцистичних робіт Вокер — «У пошуках садів, матерями насаджених: Проза жінки» (1983), «Жити словом: Вибране 1973—1987 рр.» (1973—1987, 1988), «Знаки воїна: Спотворювання жіночих геніталій і сексуальне осліплення жінки» (1993, спільно з Пратібою Пармар) і «Все, що ми любимо, можна врятувати: Діяльність письменника» (1997).
У 2000 р. вийшла збірка оповідань Вокер «Вперед із розбитим серцем» (The Way Forward Is with a Broken Heart), тепло зустрінута критикою.

### Публіцистика
| Рік  | Публіцистика |
| ---- | --- |
| 1983 | «У пошуках садів, матерями насаджених: Проза жінки» (In Search of Our Mothers 'Gardens: Womanist Prose)                                                 |
| 1988 | «Жити словом: Вибране 1973—1987 рр.» (Living by the Word: Selected Writings)                                                                            |
| 1993 | «Знаки воїна: Спотворювання жіночих геніталій і сексуальне осліплення жінки» (Warrior Marks: Female Genital Mutilation and the Sexual Blinding of Women |
| 1997 | "Все, що ми любимо, можна врятувати: Діяльність письменника «(Anything We Love Can be Saved: A Writer» s Activism                                       |

## Громадський активізм
На Міжнародний жіночий день 8 березня 2003 Еліс Вокер заарештували з 26 іншими активістками та активістами за акцію протесту проти війни в Іраку біля Білого дому.